# یاس‌کاراینو
یاس‌کاراینو (به مجاری:  Jászkarajenő) یک شهرداری در مجارستان است که در ناحیه تسگلد واقع شده‌است. یاس‌کاراینو ۶۵٫۱۵ کیلومتر مربع مساحت دارد.

## خواهرخوانده
شهر بیله توشد خواهرخواندهٔ یاسکاراینو هست.